# کیسوکه ایواشیتا
کیسوکه ایواشیتا (انگلیسی: Keisuke Iwashita؛ زادهٔ ۲۴ سپتامبر ۱۹۸۶) بازیکن فوتبال اهل ژاپن است.
از باشگاه‌هایی که در آن بازی کرده‌است می‌توان به باشگاه فوتبال شیمیزو اس-پالس و باشگاه فوتبال گامبا اوساکا اشاره کرد.